# Федерация футбола США
Федерация футбола США (англ. United States Soccer Federation (USSF), также известна как U.S. Soccer) — организация, осуществляющая контроль и управление футболом в США.  Штаб-квартира федерации расположена в городе Чикаго штата Иллинойс.

## История и общая информация
Федерация футбола США была основана 5 апреля 1913 года под названием «Футбольная ассоциация США» (United States Football Association).  В том же году, 15 августа, стала одним из первых членов ФИФА и первым представителем из Северной и Центральной Америк.  По мере возрастающей популярности американского футбола, в 1945 году уточняющий термин «соккер» был добавлен к названию организации и она стала называться United States Soccer Football Association.  В 1974 году федерация утвердила своё текущее название — United States Soccer Federation.
Федерация управляет и занимается развитием профессиональных и любительских лиг страны, а также мужской, женской и молодёжными национальными сборными, паралимпийской сборной и сборными по пляжному футболу и мини-футболу.
Федерация футбола США принимала крупные международные турниры, такие как Чемпионат мира 1994, Чемпионат мира среди женщин 1999 и 2003, а также футбольные турниры Олимпийских игр 1984 и 1996 годов.
С 1914 года Федерация проводит Открытый кубок США — старейший футбольный турнир страны.  В стране насчитывается свыше 4,3 миллионов зарегистрированных игроков и 24 миллиона участников спорта, согласно FIFA Big Count.
Ежегодно Федерация вручает награду «Футболист года в США» в пяти категориях, присуждаемую американским футболистам за выдающиеся достижения в течение календарного года.

## Национальный тренировочный центр
Национальный тренировочный центр Федерации футбола США расположен в спортивном комплексе «Стабхаб Сентер» в пригороде Лос-Анджелеса.  Начиная с 2003 года,  здесь проводятся тренировочные сборы мужских и женских взрослых и молодёжных сборных.  В комплексе «Стабхаб Сентер» также расположен стадион, домашнее поле клуба MLS «Лос-Анджелес Гэлакси».
Федерация также планирует потенциальную постройку Национального тренировочного центра и центра тренерского развития в окрестностях Канзас-Сити.

## Национальные сборные
Федерация футбола США управляет следующими сборными страны:
- Мужская сборная
- Женская сборная
- Юношеские сборные, мужские и женские: до 23-х лет (олимпийские), до 20, до 18, до 17, до 15 и до 14
- Сборная по мини-футболу
- Сборная по пляжному футболу
- Паралимпийская сборная

## Члены Федерации футбола США

### Профессиональные
- Major League Soccer (MLS)[5] — высшая профессиональная лига
- Североамериканская футбольная лига (North American Soccer League (NASL))[6] — профессиональная лига второго уровня
- Объединённые футбольные лиги (United Soccer Leagues)[7] — организация, объединяющая лиги элитного уровня и юношеские лиги[8]
  - USL[9] — профессиональная лига третьего уровня
  - Major Indoor Soccer League (MISL)[10] — профессиональная лига по шоуболу (индор-соккер)
  - Профессиональная лига развития (USL Premier Development League (PDL))[11] — профессиональная юношеская лига; неофициально, лига четвёртого уровня
  - W-лига (W-League)[12] — женская лига второго уровня
  - W-20 — женская юношеская лига (до 20 лет)
  - Супер-20 лига (Super-20 League)[13] — элитная лига для юношей и девушек от 17 до 20 лет
  - Супер Y-лига (Super Y-League)[13] — элитная лига для юношей и девушек от 12 до 16 лет
- Национальная женская футбольная лига (National Women's Soccer League (NWSL))[14] — высшая профессиональная лига, поддерживается Федерацией совместно с Канадской футбольной ассоциацией и Федерацией футбола Мексики

### Взрослые
- Футбольная ассоциация для взрослых США (United States Adult Soccer Association (USASA))[15] — организация, управляющая любительскими региональными лигами[16]; неофициально, пятый уровень футбольной пирамиды страны
- Клубный футбол США (US Club Soccer)[17] — организация для поддержки и развития юношеских и взрослых любительских клубов, также предоставляет помощь в управлении и санкционировании любительских лиг всех форматов[18]

### Юношеские
- Молодёжная футбольная ассоциация США (United States Youth Soccer Association (USYSA))[19] — всеамериканская некоммерческая организация для детей и подростков всех уровней подготовки, укомплектована администраторами и тренерами в большинстве на добровольной основе, зарегистрировано свыше 3 миллионов детей от 5 до 19 лет[20]
- Американская молодёжная футбольная организация (American Youth Soccer Organization (AYSO))[21] — для детей и подростков всех уровней от 4 до 19 лет; основные принципы — принимаются все желающие, никто не может быть исключён из команды, команды сбалансированы по уровню подготовки, каждый участник имеет возможность играть не менее половины каждого матча, атмосфера положительного тренерства для позитивного развития детей[22]; зарегистрировано свыше 650 тысяч участников[23]
- Клубный футбол США (US Club Soccer)[17] — организация для поддержки и развития юношеских и взрослых любительских клубов, также предоставляет помощь в управлении и санкционировании любительских лиг всех форматов[18]

### Прочие
- Совет спорта Вооружённых сил (Armed Forces Sports Council)[24] — программа Министерства обороны США, предоставляющая возможность военнослужащим тренироваться и выступать в национальных и международных соревнованиях; также проводит чемпионаты Вооружённых сил[25]
- Национальная ассоциация футбольных тренеров Америки (National Soccer Coaches Association of America (NSCAA))[26] — разработка и предоставление образовательных программ для футбольных тренеров всех уровней подготовки[27]
- Североамериканская футбольная ассоциация для взрослых (North American Adult Soccer Association (NAASA))[28] — организация для взрослых, следует основным принципам «Американской молодёжной футбольной организации» (АМФО); также подготавливает тренеров, арбитров и волонтёров для АМФО[29]
- Футбольная ассоциация молодёжи США (Soccer Association for Youth, USA (SAY))[30] — предоставляет индивидуальную организационную и техническую поддержку любительским клубам и лигам[31]
- Ассоциация футбола на инвалидных колясках США (United States Power Soccer Association (USPSA))[32] — управляет и способствует развитию игры в футбол на инвалидных колясках на национальном и международном уровне, организовывает чемпионаты, обучает тренеров и арбитров[33]
- Фонд Федерации футбола США (U.S. Soccer Foundation (USSF))[34] — благотворительный фонд, безвозмездно распространяет футбольную экипировку и оказывает финансовую поддержку нуждающимся футбольным организациям в США и других странах мира[35]
- Ассоциация специализированных видов спорта США—Футбол (United States Specialty Sports Association - Soccer)[36] — некоммерческая организация, способствующая развитию и популяризации футбола в стране; организовывает региональные и национальные чемпионаты для любительских юношеских команд[37]